# LIVE GOLD 2009
『LIVE GOLD 2009』（ライブ・ゴールド・ツーサウザンドナイン）は松田樹利亜のライブ・アルバム。

## 概要
自身のアルバム「GOLD」を引っ提げて行った自身初のライブ・アルバム。DVDには同アルバム収録曲「悲しみのオンパレード」のミュージックビデオも収録。

## 批評
CDジャーナルは「パワフルなボーカルパフォーマンスは貫禄が漂う。過去のヒット曲に頼らず、現役として近年の曲を中心に歌ったそのストイックな姿勢に好感」と評した。

## 収録曲

### CD
1. 悲しみのオンパレード
2. JEWELRY GUN
3. LIFE PLYER
4. Mayday
5. HOPE
6. Big City Night
7. RIDE OUT
8. ジュール
9. パンドラ
10. 赤い糸くず
11. Awful
12. アダムとイヴの輪廻
13. FIGHT

### DVD
1. GOLD
2. 悲しみのオンパレード
3. JEWELRY GUN
4. LIF PLAYER
5. Mayday
6. HOPE
7. Big City Night
8. RIDE OUT
9. Are you happy?
10. CHAIN TRICK
11. パンドラ
12. FIGHT
13. 赤い糸くず
14. JEWELRY GUN
15. Awful
16. 千のナイフ、千の瞳
作詞：松田樹利亜・みかみ麗緒　作曲：石川寛門
17. FIGHT
18. EARTH
19. 悲しみのオンパレード (video crip)

作詞：松田樹利亜　作曲：鈴木慎一郎（上記以外全曲）